# Mária Feketeová
Mária Feketeová (* 21. ledna 1941) byla československá politička Komunistické strany Slovenska ze Slovenska maďarské národnosti a poslankyně Sněmovny lidu Federálního shromáždění za normalizace.

## Biografie
K roku 1976 se profesně uvádí jako zaměstnankyně drůbežářské farmy. Ve volbách roku 1976 zasedla do Sněmovny lidu (volební obvod č. 177 - Veľký Krtíš, Středoslovenský kraj). Byla tehdy zvolena jako bezpartijní poslankyně. Mandát obhájila ve volbách roku 1981 (obvod Veľký Krtíš), nyní již jako členka KSS. Ve Federálním shromáždění setrvala do konce funkčního období, tedy do voleb roku 1986.